# Očkovací průkaz
Očkovací průkaz (pasport, certifikát), osvědčení o zotavení, imunitní certifikát, zdravotní průkaz nebo osvědčení o propuštění je dokument v papírové i digitální podobě, který potvrzuje že jeho nositel je imunní vůči nakažlivé chorobě. Podobně jako v karanténě je i veřejná certifikace akcí, kterou mohou vlády přijmout ke zmírnění epidemie. Například mezinárodní certifikát k očkování ICV (Mezinárodní očkovací průkaz známý též jako Carte Jaune, „žlutá karta“) je oficiální očkovací záznam vydaný Světovou zdravotnickou organizací (WHO).
Ve skutečnosti imunitní pas není totéž jako záznam o očkování nebo očkovací průkaz dokazující, že někdo obdržel očkování ověřené zdravotní dokumentací kliniky, kde bylo očkování provedeno. Hlavním rozdílem je, že očkovací průkazy motivují jednotlivce k očkování proti nemoci, zatímco imunitní pasy údajně stimulují jednotlivce, aby se nakazili a z nemoci se zotavili.
Například v některých zemích se provádí spolehlivé sérologické testování protilátek proti viru SARS-CoV-2 za účelem certifikace lidí jako relativně imunních vůči Covid-19 a vydává se dokumentace imunity.
Navzdory výhodám očkování a řešení ekonomických a sociálních problémů způsobených pandemií, vydávání certifikátů imunity Covid-19 namísto očkovacích průkazů poukazuje na problémy ve vědě, etice a zákonech.

## Green Pass

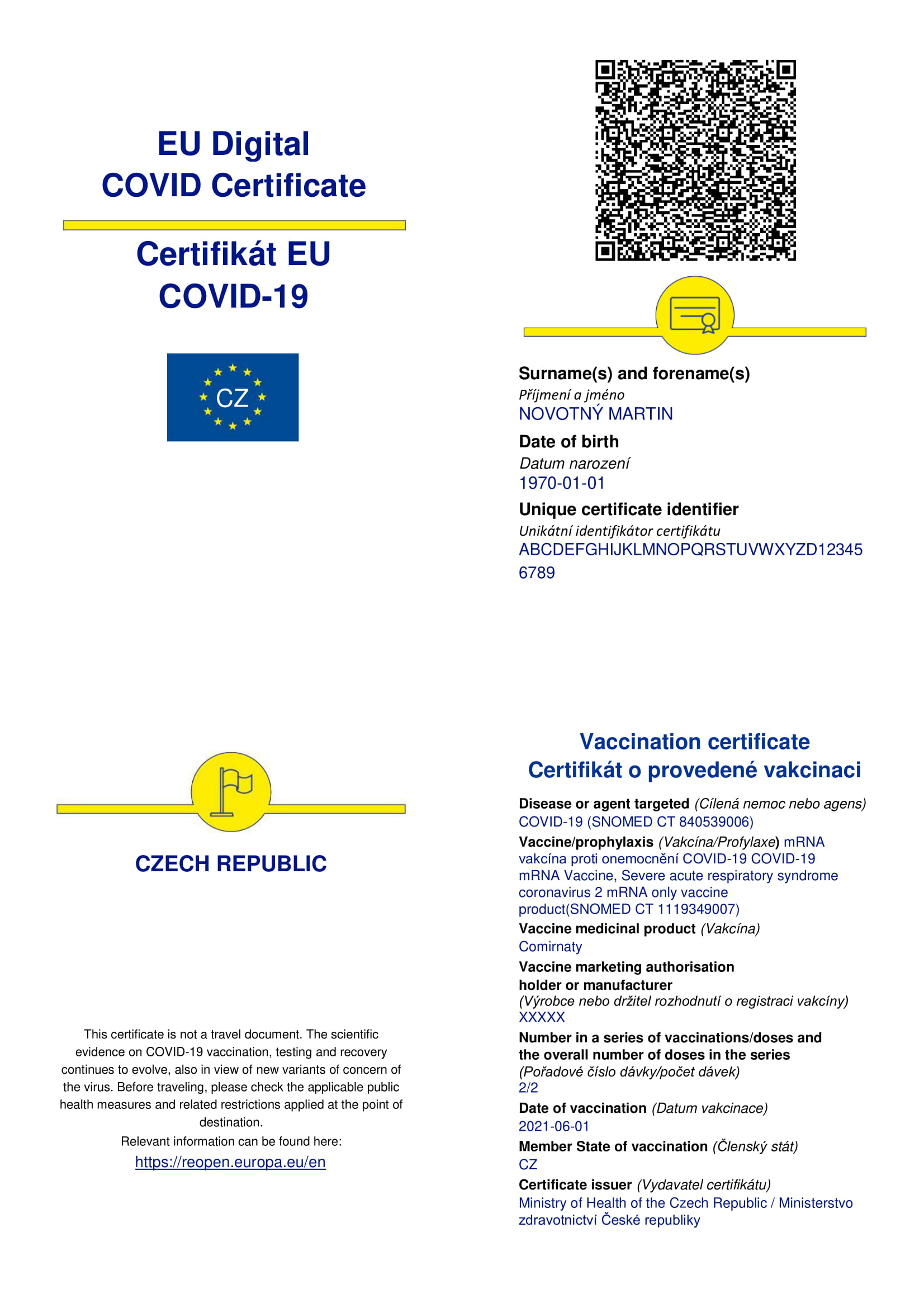
Očkovací certifikát (vydavatel: Česká republika)

Green Pass (zelený pasport, imunitní pasport, očkovací certifikát) je potvrzení o zdravotním testu nebo očkování. Imunizační certifikáty (digitální i papírové) s tímto názvem byly vyvinuty řadou zemí a nadnárodních organizací, zejména v souvislosti s covidem-19. 
Mezi nejznámější patří:
- Izraelský Green Pass (známý také jako „zelený odznak“)[4][5],
- Zelený pas EHP: digitální Covid certifikát Evropské unie (EU Digital COVID Certificate, EUDCC)[6]

GreenPass je také oficiální mobilní aplikace Ministerstva zdravotnictví SR, Ministerstva investic, regionálního rozvoje a informatizace SR, Národního centra zdravotnických informací a Úřadu veřejného zdravotnictví SR, která ukládá certifikáty a má usnadnit jejich ověřování při cestování nebo návštěvě obchodů, služeb a jiných zařízení. Jejím cílem je usnadnit ověřování certifikátů, kde je to nutné, pomocí jednoduchého skenování QR kódů.